# Jenny Kirlin
Jenny Kirlin (* 29. Januar 1980 in Malden, Massachusetts als Johanna Marie Kirlin) ist eine US-amerikanische Schauspielerin.

## Leben
Jenny Kirlin wurde 1980 in Malden, Massachusetts geboren. Sie besuchte die Fordham University in New York City und verließ sie mit einem Bachelor-Abschluss in Kommunikation und Medienwissenschaften. Sie wirkte am New Yorker Theater in verschiedenen Stücken mit und arbeitete als Managerin für The Cry Havaoc Company, die Theaterstücke produziert.
Jenny Kirlin gab ihr Schauspieldebüt in dem Kurzfilm Office Mobius. Zwei Jahre später spielte sie eine Bäckereiverkäuferin in New York Mom und stand dabei neben Uma Thurman vor der Kamera. Diese Filmkomödie war ein Flop, wurde in Großbritannien von nur elf Kinobesuchern angeschaut und spielte nur eine Million bei 10 Mio. US-Dollar Produktionskosten wieder ein. Im gleichen Jahr stand sie als Linda in der Filmkomödie Love Simple vor der Kamera. Für ihre Leistung in dem Kurzfilm Rainbox Rabbit Reliant wurde sie auf dem Atlantic City Cinefest als beste Nebendarstellerin ausgezeichnet.

## Filmografie
- 2007: Office Mobius (Kurzfilm)
- 2009: Love Simple
- 2009: New York Mom (Motherhood)
- 2010: Rainbow Rabbit Reliant (Kurzfilm)
- 2016–2018: Uncanny County (Fernsehserie, 5 Episoden)